# Association des clubs d'entrepreneurs étudiants du Québec
 (juin 2013).
Si vous disposez d'ouvrages ou d'articles de référence ou si vous connaissez des sites web de qualité traitant du thème abordé ici, merci de compléter l'article en donnant les références utiles à sa vérifiabilité et en les liant à la section « Notes et références ».
L'Association des clubs d'entrepreneurs étudiants du Québec, ou ACEE du Québec, est un organisme sans but lucratif de clubs permettant aux étudiants des établissements postsecondaires (cégep, université et centre de formation professionnelle) de découvrir le milieu de l’entrepreneuriat et de se sensibiliser à l’esprit d’entreprise.
L'association a vu le jour, à Drummondville (Québec, Canada), en 1991.
Alors que le concept venait à peine d’être implanté, l’ACEE du Québec comptait déjà 5 clubs d’entrepreneurs étudiants dans son réseau. En effet, dès le départ, le concept reçut un accueil soutenu de la part des premiers établissements postsecondaires et des étudiants. De fait de cet enthousiasme, les clubs d’entrepreneurs étudiants connurent un succès grandissant et le réseau s’élargit jusqu’à couvrir presque l’ensemble du territoire québécois.
En 2004, alors qu’une prise de conscience majeure des bienfaits de l’entrepreneuriat pour l’économie locale et régionale se fait sentir, l’ACEE du Québec s’associe au Gouvernement du Québec dans le cadre de la Stratégie d’action jeunesse et du Défi de l’entrepreneuriat jeunesse lancé par le premier ministre, M. Jean Charest.
En 2009, le réseau  de l’ACEE du Québec est constitué de 52 CEE actifs et solidement implantés dans les régions du Québec, soit 4 clubs d'entrepreneurs étudiants (CEE) en centres de formation professionnelle, 38 CEE en Cégeps et 11 CEE en universités.
À ce jour, le réseau des CEE touche de nombreux domaines d’enseignement, que ce soit en technique de comptabilité et de gestion, en techniques de loisirs, en administration, en médecine vétérinaire, en génie civil, en informatique, en économie, en design d'intérieur, etc. L’ACEE du Québec s’assure que le plus grand nombre soit imprégné d’une culture entrepreneuriale variée.
Depuis 1991, l’action de l’ACEE du Québec au travers de ses clubs d’entrepreneurs étudiants a touché plus 20 000 jeunes, et ce dans tout le Québec.